# Nothing Left
Nothing Left - singel holenderskiego zespołu symfoniczno-metalowego Delain, który pochodzi z ich drugiego studyjnego albumu April Rain.

## Lista utworów
Opracowano na podstawie materiału źródłowego
1. "Nothing Left" (Album Version) - 4:39
2. "The Gathering" (Live 2008) - 03:23
3. "Virtue And Vice" (Live 2009) - 03:28